# Entomo-Satsphingia
Entomo-Satsphingia (ESS) ist eine Fachzeitschrift für Entomologie. Sie dient der Publikation wissenschaftlicher Arbeiten über Pfauenspinner (Saturniidae) und Schwärmer (Sphingidae) mit den Schwerpunkten Taxonomie, Faunistik, Biologie und Ökologie. Die Zeitschrift erscheint seit April 2008 unregelmäßig in gedruckter Form vorwiegend in deutscher Sprache.